# Alberto Cacace
Alberto Cacace (Loano, 22 giugno 1996) è un cestista italiano.